# Perdita interserta
Perdita interserta är en biart som beskrevs av Cockerell 1922. Perdita interserta ingår i släktet Perdita och familjen grävbin. Inga underarter finns listade i Catalogue of Life.